# Sega X Board
La Sega X Board es una videoconsola de arcade lanzada por Sega en 1987. Fue notada por su capacidad de manipulación de imágenes, que permitía crear imágenes pseudo-3D de alta calidad. Esto continuaría con la Sega Y Board y la Sega System 32 antes de que la Sega Model 1 creara juegos de arcade 3D financiariamente posibles.

## Características
- CPU Principal: 2 x Motorola 68000 @ 12.5 MHz
- Sonido: Zilog Z80 @ 4 MHz
- Chip de sonido: Yamaha YM2151 4 MHz & SegaPCM @ 15.625 MHz
- Resolución: 320 x 224